# Apantesis rhoda
Apantesis rhoda là một loài bướm đêm thuộc phân họ Arctiinae, họ Erebidae.